# Buol (Regierungsbezirk)
Buol ist ein Regierungsbezirk (Kabupaten) auf der indonesischen Insel Sulawesi. Der Bezirk ist Teil der Provinz Sulawesi Tengah (Zentralsulawesi). Verwaltungszentrum ist Hauptstadt ist Buol.

## Geographie
Buol belegt Platz 9 in der Größenliste der 12 Kabupaten der Provinz mit einem Anteil von 6,04 Prozent.

### Lage und Ausdehnung
Der Regierungsbezirk liegt im Norden der Provinz und grenzt im Osten an den Kabupaten Gorontalo Utara sowie im Südosten an den Kabupaten Pohuwato (beide von der Provinz Gorontalo). Weitere Grenzen bestehen provinzintern mit den Kabupaten Parigi Moutong im Südosten und mit Tolitoli im Westen. Im Norden stellt die ca. 175 km lange Küstenlinie der Celebessee eine natürliche Grenze dar. Zum Bezirk gehören 23 Inseln, die meisten liegen im Distrikt Paleleh.

### Grenzpunkte
Der Bezirk Buol liegt auf der nördlichen Hemisphäre und hat folgende äußere Grenzpunkte:
| Richtung | Kode            | Kec.      | Desa          | Koordinaten         |
| -------- | --------------- | --------- | ------------- | ------------------- |
| N        | 72.05.10.200200 | Karamat00 | Mendaan       | 01°18′48,24″ n. Br. |
| O        | 72.05.05.2002   | Paleleh   | Mulangato     | 122°11′44,55″ ö. L. |
| S        | 72.05.07.2002   | Tiloan    | Kokobuka a)00 | 00°40′43,14″ n. Br. |
| W        | 72.05.07.2002   | Tiloan    | Kokobuka a)00 | 120°52′49,59″ ö. L. |

## Verwaltungsgliederung
Der Bezirk Buol gliedert sich in elf administrative Distrikte (Kecamatan), 115 die aus Dörfern bestehen. Sieben dieser Dörfer haben als Kelurahan einen städtischen (urbanen) Charakter, sie liegen alle im Kecamatan Biau.

Die Lage der Kecamatan im Kabupaten

| Code 1)  | Kecamatan Distrikt | Ibukota Verwaltungssitz | Fläche (km²) | Einw. Zensus 2010 2) | Volkszählung 2020 3) | Volkszählung 2020 3) | Volkszählung 2020 3) | Anzahl der Desa |
| Code 1)  | Kecamatan Distrikt | Ibukota Verwaltungssitz | Fläche (km²) | Einw. Zensus 2010 2) | Einw. 3)             | 0Dichte 4)0          | Sex Ratio 5)         | Anzahl der Desa |
| -------- | ------------------ | ----------------------- | ------------ | -------------------- | -------------------- | -------------------- | -------------------- | --------------- |
| 72.05.01 | Momunu             | Lamadong I              | 400,40       | 13.869               | 15.665               | 39,12                | 106,01               | 16              |
| 72.05.02 | Lakea              | Lakea II                | 208,55       | 9.700                | 11.040               | 52,94                | 105,78               | 7               |
| 72.05.03 | Bokat              | Bokat                   | 196,10       | 12.609               | 15.045               | 76,72                | 103,67               | 15              |
| 72.05.04 | Bunobogu           | Bunobogu Selatan        | 327,15       | 8.814                | 9.764                | 29,85                | 105,26               | 10              |
| 72.05.05 | Paleleh            | Paleleh                 | 386,19       | 11.323               | 12.342               | 31,96                | 104,10               | 12              |
| 72.05.06 | Biau               | Leok II                 | 217,80       | 27.567               | 29.516               | 135,52               | 104,43               | 7 6)            |
| 72.05.07 | Tiloan             | Air Terang              | 1.437,70     | 9.955                | 9.384                | 6,53                 | 108,16               | 9               |
| 72.05.08 | Bukal              | Unone                   | 355,52       | 13.485               | 14.746               | 41,48                | 108,07               | 14              |
| 72.05.09 | Gadung             | Bulagidun               | 160,38       | 11.337               | 11.912               | 74,27                | 104,74               | 11              |
| 72.05.10 | Karamat            | Busak I                 | 153,10       | 8.296                | 9.734                | 63,58                | 105,84               | 7               |
| 72.05.11 | Paleleh Barat00    | Timbulon                | 200,68       | 5.375                | 6.106                | 30,43                | 111,28               | 7               |
| 72.05    | Kab. Buol          | Kab. Buol               | 4.043,57     | 132.330              | 145.254              | 35,92                | 105,65               | 115             |

## Geschichte

### Verwaltungsgeschichte
Der Kabupaten entstand durch das Gesetz Nr. 51 im Jahr 1999 bei dem fünf im Osten des Kabupaten Toli-Toli gelegene Kecamatan ausgegliedert und vereint wurden. Der Stammbezirk verlor hierbei die knappe Hälfte seines Territoriums und über ein Drittel seiner Bevölkerung.
Noch vor der Volkszählung von 2010 gab es einige administrative Änderungen:
- Im Jahr 2003 (Regionalverordnung PERDA: Peraturan Daerah Kabupaten Buoli Nomor 25 Tahun 2003)
  - Bildung des Kecamatan Lipunoto aus 2 Dörfern des Kec. Momunu und 5 Dörfer des Kec. Lakea, der Kabupaten wurde 2008 in Biau umbenannt,
  - Bildung des Kecamatan Tiloan aus 5 Dörfern des Kec. Momunu,
  - Bildung des Kecamatan Bukal aus 8 Dörfern des Kec. Bokat,
  - Bildung des Kecamatan Gadung aus 7 Dörfern des Kec. Bonubogu,
- Im Jahr 2007 (Peraturan Daerah Kabupaten Buoli Nomor 21 Tahun 2007)
  - Bildung des Kecamatan Karamat aus 7 Dörfern des Kec. Biau und von 6 Dörfern des Kec. Lakea,
  - Bildung des Kecamatan Paleleh Barat aus 7 Dörfern des Kec. Paleleh.

## Demographie
Neben indonesisch werden im Regierungsbezirk drei indigene Sprachen gesprochen (Buol, Totoli und Bugis).
Buol belegt unter den 13 Untereinheiten der Provinz Sulawesi Tengah bevölkerungsmäßig Rang 10 mit einem Anteil von 5,04 Prozent. Ebenfalls auf Platz 10 ist die Bevölkerungsdichte (43,6 Einw. je km²) etabliert, etwas niedriger als der Provinzwert von 52,3.

### Durchschnittswerte der administrativen Einheiten
Für das Jahr 2024 wurden folgende Durchschnittswerte für Einwohnerzahl und Fläche (km²) für die Distrikte und die Dörfer ermittelt.
|                        | Kab. Buol0 | Kab. Buol0 | Prov. SULTENG0 | Prov. SULTENG0 |
| Einw.                  | Fläche     | Einw.      | Fläche         |                |
| ---------------------- | ---------- | ---------- | -------------- | -------------- |
| Pro Kecamatan          | 14.752     | 338,51     | 18.397         | 352,03         |
| Pro Desa + Kelurahan00 | 01.411     | 032,38     | 01.596         | 030,54         |

### Soziale Daten 2020
| Merkmal                                                             | Kab. Buol | 0Prov. Sulawesi Tengah0 |
| ------------------------------------------------------------------- | --------- | ----------------------- |
| Bevölkerung unterhalb der Armutsgrenze (Tsd.)00                     | 22,930    | 398,730                 |
| Anteil der „armen Bevölkerung“ (indonesisch Penduduk miskin) (%)000 | 13,930    | 12,920                  |
| Arbeitslosenrate (%)                                                | 4,360     | 3,180                   |
| Lebenserwartung bei der Geburt (Jahre)                              | 68,760    | 68,690                  |
| HDI-Index                                                           | 67,820    | 69,550                  |
| Analphabetenrate (in %, 15+ J.)                                     | 0,670     | 1,760                   |
| Anteil der Altersgruppen                                            | 0Real0    | 0Prozentual0            |
| Kinder (<15 J.)                                                     | 45.1510   | 31,080                  |
| arbeitsfähige Bevölkerung (15–64 J.)                                | 94.3740   | 64,970                  |
| Rentner und Pensionäre (>65 J.)                                     | 5.7290    | 3,940                   |

### Bevölkerungsfortschreibung nach Geschlecht
Die Tabelle gibt die durch die Zivilstandsbüros (Disdukcapil, indonesisch Dinas Kependudukan dan Pencatatan Sipil) veröffentlichten Fortschreibungsergebnisse zum Jahresende wieder.
| Jahr | Gesamt- Bevölkerung | Männer | 00%00 | Frauen | 00%00 | Sex Ratio 5) |
| 2016 | 130.504             | 66.976 | 51,32 | 63.528 | 48,68 | 105,43       |
| 2017 | 135.145             | 69.461 | 51,40 | 65.684 | 48,60 | 105,75       |
| 2018 | 139.743             | 71.546 | 51,20 | 68.197 | 48,80 | 104,91       |
| 2019 | 141.182             | 72.420 | 51,30 | 68.762 | 48,70 | 105,32       |
| 2020 | 147.556             | 75.624 | 51,25 | 71.932 | 48,75 | 105,13       |
| 2021 | 151.284             | 77.549 | 51,26 | 73.735 | 48,74 | 105,17       |
| 2022 | 155.349             | 79.588 | 51,23 | 75.761 | 48,77 | 105,05       |
| 2023 | 158.421             | 81.117 | 51,20 | 77.304 | 48,80 | 104,93       |
| 2024 | 162.273             | 83.257 | 51,31 | 79.016 | 48,69 | 105,37       |

### Aktuelle Daten der Bevölkerungsfortschreibung
Nachfolgende Tabelle gibt den Einwohnerstand nach Geschlecht zur Volkszählung 2020, Ende 2022 sowie zum Jahresende 2024 wieder. Letztere resultieren aus den Ergebnissen der Fortschreibung durch die örtlichen Zivilstandsbüros (Disdukcapil, indonesisch Dinas Kependudukan dan Pencatatan Sipil). Der aktuelle Einwohnerstand kann jederzeit in einer interaktiven Karte abgerufen werden.

| Kecamatan       | Zensus 2020 | Zensus 2020 | Zensus 2020 | Ende 2022 | Ende 2024 | Ende 2024 | Ende 2024 | Fläche km² | Bevöl kerungs dichte | Sex Ratio 5) |
| Kecamatan       | Insg.       | männl.      | weibl.      | Ende 2022 | Insg.     | männl.    | weibl.    | Fläche km² | Bevöl kerungs dichte | Sex Ratio 5) |
| --------------- | ----------- | ----------- | ----------- | --------- | --------- | --------- | --------- | ---------- | -------------------- | ------------ |
| Momunu          | 15.665      | 8.061       | 7.604       | 16.098    | 18.037    | 9.324     | 8.713     | 162,46     | 111,02               | 107,01       |
| Lakea           | 11.040      | 5.675       | 5.365       | 11.300    | 12.592    | 6.519     | 6.073     | 262,96     | 47,89                | 107,34       |
| Bokat           | 15.045      | 7.658       | 7.387       | 15.460    | 16.772    | 8.462     | 8.310     | 183,01     | 91,65                | 101,83       |
| Bunobogu        | 9.764       | 5.007       | 4.757       | 9.955     | 10.961    | 5.578     | 5.383     | 288,51     | 37,99                | 103,62       |
| Paleleh         | 12.342      | 6.295       | 6.047       | 12.583    | 13.856    | 7.100     | 6.756     | 317,18     | 43,69                | 105,09       |
| Biau            | 29.516      | 15.078      | 14.438      | 29.950    | 32.161    | 16.376    | 15.785    | 91,11      | 352,98               | 103,74       |
| Tiloan          | 9.384       | 4.876       | 4.508       | 9.529     | 9.861     | 5.156     | 4.705     | 1.489,20   | 6,62                 | 109,59       |
| Bukal           | 14.746      | 7.659       | 7.087       | 15.123    | 15.938    | 8.208     | 7.730     | 496,57     | 32,10                | 106,18       |
| Gadung          | 11.912      | 6.094       | 5.818       | 12.072    | 13.366    | 6.769     | 6.597     | 195,29     | 68,44                | 102,61       |
| Karamat         | 9.734       | 5.005       | 4.729       | 9.963     | 11.661    | 6.046     | 5.615     | 88,76      | 131,38               | 107,68       |
| Paleleh Barat00 | 6.106       | 3.216       | 2.890       | 6.213     | 7.068     | 3.719     | 3.349     | 148,53     | 47,59                | 111,05       |
| Kab. Buol       | 145.254     | 74.624      | 70.630      | 148.246   | 162.273   | 83.257    | 79.016    | 3.723,58   | 43,58                | 105,37       |